# 富士川橋
富士川橋（ふじかわばし）は富士川（一級河川）に架かる橋梁である。
同名の橋が複数あるため、本項目では以下の橋梁について解説する（上流側より）。5から9については両岸とも静岡県富士市。
1. 中部横断自動車道の富士川橋（富士川橋との記載も[1]。左岸は山梨県南巨摩郡富士川町、右岸は山梨県西八代郡市川三郷町）
2. 山梨県道405号割子切石線の富士川橋（両岸とも山梨県南巨摩郡身延町）
3. 中部横断自動車道の富士川大橋（富士川橋との記載も[2]。左岸は山梨県南巨摩郡南部町、右岸は山梨県南巨摩郡身延町）
4. 新東名高速道路の新富士川橋（仮称が富士川橋。左岸は静岡県富士市、右岸は静岡県富士宮市）
5. 東名高速道路の富士川橋
6. 静岡県道396号富士由比線の富士川橋
7. 東海道本線の富士川橋梁
8. 富士川水管橋
9. 東海道新幹線の富士川橋梁

## 中部横断自動車道 富士川橋
中部横断自動車道の増穂IC - 六郷IC間にある道路橋梁。全長823m。2017年（平成29年）3月19日の同区間開通と同時に供用が開始された。
中部横断自動車道の有料区間としては最も長い橋となる（後述の富士川第一橋は新直轄方式のため無料区間である）。

## 山梨県道405号割子切石線 富士川橋
1955年（昭和30年）3月に竣工した連続トラス橋。橋長145.2m、幅員4.5m（歩道用除く）。山梨県南巨摩郡身延町の切石地区と同町下田原地区を結ぶ。
下田原地区に中部横断自動車道中富ICがあるが、老朽化のうえ幅員が狭いことから国道52号南側1kmの八日市場地区に橋長227m、幅員9m（車道7m、歩道2m）の中富橋が架橋されている。

## 中部横断自動車道 富士川大橋
中部横断自動車道身延山IC - 南部IC間を通る道路橋梁。2021年（令和3年）8月29日の同区間開通と同時に供用が開始。全長は994.5mで、山梨県内の橋および中部横断自動車道の橋として最長。富士川に架かる道路橋としては新富士川橋に次ぐ長さとなる。

## 東名高速道路 富士川橋
東名高速道路の道路橋梁。富士IC - 清水IC間にあり、右岸側には富士川サービスエリアが隣接する。

### 橋梁データ
- 工事名：東名高速道路 富士川橋
- 事業者：旧日本道路公団 高速道路静岡建設局
- 位置：富士市松岡-富士市岩渕
- 施工
  - 上部工：宮地鉄工所（現・宮地エンジニアリング）・汽車製造（現・川崎重工業）共同企業体
  - 下部工：白石基礎工業（現・オリエンタル白石）
- 着工
  - 上部工：1965年8月19日
  - 下部工：1965年3月26日
- 竣工
  - 上部工：1967年11月24日
  - 下部工：1966年12月23日
- 供用開始：1968年4月25日

## 静岡県道396号富士由比線 富士川橋
静岡県道396号富士由比線（旧国道1号）の道路橋梁。1924年（大正13年）完成の鉄橋（トラス橋6連）。橋長399m。対面通行。
古い橋ながら2015年（平成27年）のセンサスでは、上・下線で2万6千台（/日）もの交通量を記録。朝夕を中心に慢性的な渋滞が発生しているため、上流側に富士川かりがね橋が新たに建設された。

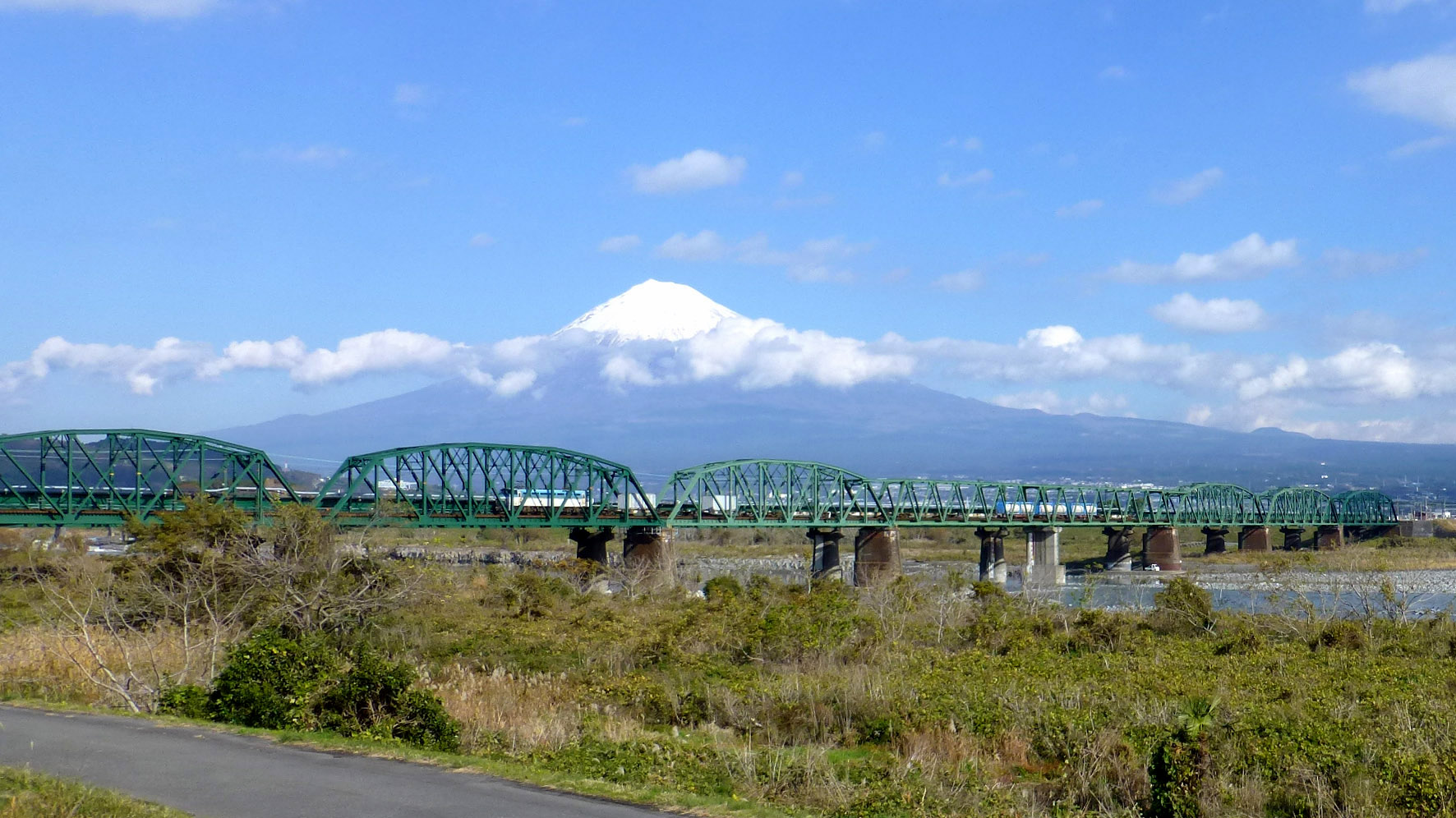
JR東海道本線 富士川橋梁
1982年の台風10号で橋脚中央部が流され、別形状で復旧された。

## 東海道本線 富士川橋梁
東海道本線の鉄橋。富士駅 - 富士川駅間にある。単線並列で、下り線はトラス橋（9連、橋長571m）、上り線はプレートガーダー橋。
1982年（昭和57年）8月2日の台風10号による富士川の増水で、下り線の橋脚中央部が倒壊し、75日間不通となった（同年10月15日復旧）。復旧までの間は暫定ダイヤを組んだ上で富士川駅と富士駅の間を単線一閉塞とすることで列車の運行を継続する手段が取られた。

## 富士川水管橋
富士川右岸にある日本軽金属の水力発電所の発電余水を、左岸の製紙工場群に給水するための10連アーチ橋。製紙工場による地下水の過剰汲み上げが原因で、地下水位の低下や海水の地下流入を引き起こして問題となったことから、1970年3月25日に144億円の工費をかけて完成。

## 東海道新幹線 富士川橋梁

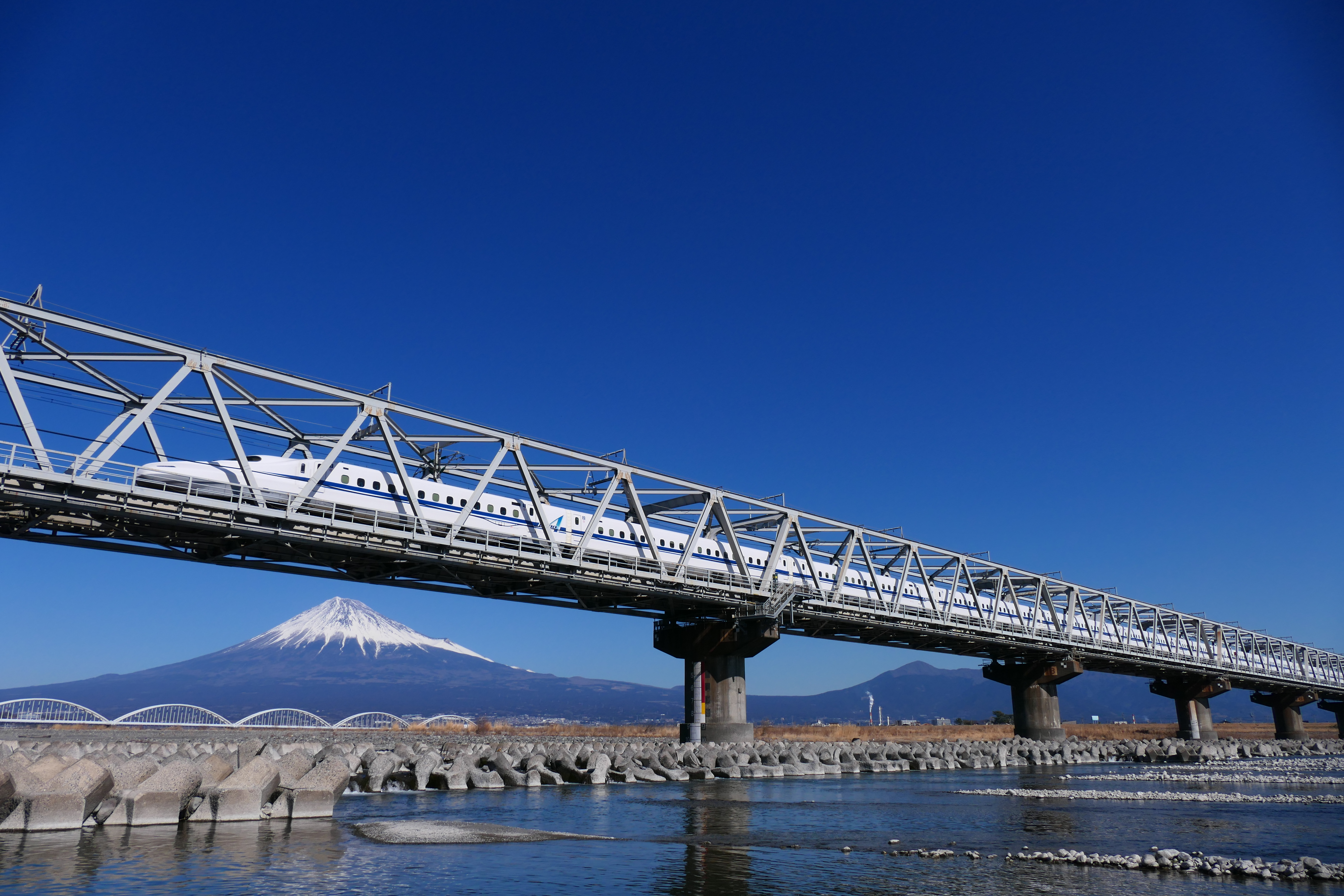
東海道新幹線の富士川橋梁。走行中の車両はN700系

東海道新幹線の橋梁。新富士駅 - 静岡駅間にある。全長1,373m。本橋梁の完成時から東北新幹線の第一北上川橋梁が完成するまでの間、日本で一番長い鉄道橋であった。